# Episodi di The Agency (serie televisiva 2024)
La prima stagione della serie televisiva The Agency, composta da dieci episodi, è stata resa disponibile sul servizio streaming Paramount+ dal 29 novembre 2024 al 24 gennaio 2025.
La stagione è inoltre stata trasmessa sul canale statunitense via cavo Paramount+ with Showtime dal 1º dicembre 2024 al 26 gennaio 2025.
In Italia la stagione è stata pubblicata su Paramount+ dal 30 novembre 2024 al 15 febbraio 2025.
| nº | Titolo originale        | Titolo italiano                   | Pubblicazione USA | Pubblicazione Italia |
| -- | ----------------------- | --------------------------------- | ----------------- | -------------------- |
| 1  | The Bends               | Il ritorno                        | 29 novembre 2024  | 30 novembre 2024     |
| 2  | Wooden Duck             | Il test                           | 29 novembre 2024  | 7 dicembre 2024      |
| 3  | Hawk from a Handsaw     | Distinguere un airone da un falco | 6 dicembre 2024   | 14 dicembre 2024     |
| 4  | Quarterback Blitz       | Blitz al quarterback              | 13 dicembre 2024  | 21 dicembre 2024     |
| 5  | Rat Trap                | La trappola                       | 20 dicembre 2024  | 28 dicembre 2024     |
| 6  | Spy For Sale            | Spia in vendita                   | 27 dicembre 2024  | 18 gennaio 2025      |
| 7  | Hard Landing            | Atterraggio di emergenza          | 3 gennaio 2025    | 25 gennaio 2025      |
| 8  | Truth Will Set You Free | La verità rende liberi            | 10 gennaio 2025   | 1º febbraio 2025     |
| 9  | The Rubicon             | Punto di non ritorno              | 17 gennaio 2025   | 8 febbraio 2025      |
| 10 | Overtaken by Events     | Superato dagli eventi             | 24 gennaio 2025   | 15 febbraio 2025     |

## Il ritorno
- Titolo originale: The Bends
- Diretto da: Joe Wright
- Scritto da: Jez Butterworth e John-Henry Butterworth

### Trama
- Guest star: Dominic West (Direttore della CIA).
- Altri interpreti: Adam Nagaitis (Nonna), Bilal Hasna (Simon), Tom Vaughan-Lawlor (Ben), Sabrina Wu (Raine Miller), Ambreen Razia (Blair), Alex Jennings (Frank), Ray BLK (Dozer), Edward Holcroft (dott. Charlie Remy), Emma Lau (Amelia), Kyle Turner (Jaden), Annabel Mullion (Emily Ogletree), Afsheen Misaghi (interrogatore iraniano), Viktor Marvin (agente di polizia di Minsk), Laurence Saunders (Pink Shirt), Sunil Kumar (commesso della drogheria).
- Ascolti USA: telespettatori 101 000 – rating 18-49 anni 0,0%[2]

## Il test
- Titolo originale: Wooden Duck
- Diretto da: Joe Wright
- Scritto da: Jez Butterworth e John-Henry Butterworth

### Trama
- Altri interpreti: Adam Nagaitis (Nonna), Bilal Hasna (Simon), Tom Vaughan-Lawlor (Ben), Sabrina Wu (Raine Miller), Ambreen Razia (Blair), Marcin Zarzeczny (Orekhov), Edward Holcroft (dott. Charlie Remy), Sergej Onopko (dott. Koval), Oleksandr Rudynskyy (Boutenko), Elena Saurel (signora Robinshaw), Emma Lau (Amelia), Dmitryi Turchaninov (interrogatore), Jack Jagodka (interrogatore), Pääru Oja (uomo in tuta sportiva), Timothy Harker (direttore dell'istituto), Ain Mäeots (comandante russo), Alex Skarbek (capo di Bartek Line), Violet Verigo (amministratrice per i beni culturali), Ignacy Rybarczyk (Dmitri Orekhov), Phoebe Roberts (Marla), Rasmus Kaljujärv (aiutista del furgone), Martina Laird (professoressa).
- Ascolti USA: telespettatori 90 000 – rating 18-49 anni 0,01%[2]

## Distinguere un airone da un falco
- Titolo originale: Hawk from a Handsaw
- Diretto da: Philip Martin
- Scritto da: Jez Butterworth e John-Henry Butterworth

### Trama
- Guest star: Dominic West (Direttore della CIA).
- Altri interpreti: Adam Nagaitis (Nonna), Bilal Hasna (Simon), Kurt Egyiawan (Osman), Tom Vaughan-Lawlor (Ben), Sabrina Wu (Raine Miller), Ambreen Razia (Blair), Marcin Zarzeczny (Alexei Orekhov), Edward Holcroft (dott. Charlie Remy), Sergej Onopko (dott. Koval), Oleksandr Rudynskyy (Boutenko), Pääru Oja (uomo in tuta sportiva), Dmitryi Turchaninov (interrogatore), Jack Jagodka (interrogatore), David Bromley (direttore dell'hotel Arran), Caleb Frederick (Matthew), Annabel Mullion (Emily Ogletree).
- Ascolti USA: telespettatori 82 000 – rating 18-49 anni 0,0%[3]

## Blitz al quarterback
- Titolo originale: Quarterback Blitz
- Diretto da: Philip Martin
- Scritto da: Jez Butterworth e John-Henry Butterworth

### Trama
- Altri interpreti: Bilal Hasna (Simon), Kurt Egyiawan (Osman), Tom Vaughan-Lawlor (Ben), Sabrina Wu (Raine Miller), David Harewood (Dalaga), Ben Lloyd-Hughes (Jerome), Elena Saurel (signorina Robinshaw), Oleg Stefan (Mikhail), Jessie Mei Li (Rose), Emma Lau (Amelia), Akpore Uzoh (negoziatore), Timothy Harker (direttore dell'istituto), Armen Georgian (diplomatico bielorusso).
- Ascolti USA: telespettatori 108 000 – rating 18-49 anni 0,01%[4]

## La trappola
- Titolo originale: Rat Trap
- Diretto da: Zetna Fuentes
- Scritto da: Jez Butterworth e John-Henry Butterworth

### Trama
- Guest star: Hugh Bonneville (James Richardson).
- Altri interpreti: Adam Nagaitis (Nonna), Bilal Hasna (Simon), Kurt Egyiawan (Osman), Tom Vaughan-Lawlor (Ben), David Harewood (Dalaga), Sabrina Wu (Raine Miller), Sebastian Armesto (Clive, analista della CIA), Elham Ehsas (Edward), Ben Lloyd-Hughes (Jerome), Abdullahi Islaw (Abdel), Elena Saurel (signorina Robinshaw), Curtis Lum (Guo), Emma Drogunova (Eva), Emma Lau (Amelia), Masayo Aizawa (cameriera ai piani dell'Arran Hotel), Murat Erkek (funzionario della Giordania), John Macdonald (allenatore di Martian), Ruhthie Durang (cameriera del bar St Martin), Sarah Applewood (agente).
- Ascolti USA: telespettatori 80 000 – rating 18-49 anni 0,01%[5]

## Spia in vendita
- Titolo originale: Spy For Sale
- Diretto da: Zetna Fuentes
- Scritto da: Jez Butterworth e John-Henry Butterworth

### Trama
- Guest star: Hugh Bonneville (James Richardson), Dominic West (Direttore della CIA).
- Altri interpreti: Adam Nagaitis (Nonna), Bilal Hasna (Simon), Kurt Egyiawan (Osman), Sabrina Wu (Raine Miller), Ambreen Razia (Blair), Abdullahi Islaw (Abdel), Juris Zagars (generale Volchok), Marek Vasut (generale Novikov), Curtis Lum (Guo), Anthony Edridge (segretario di Stato), Charlotte Chiew (intelligence), Chike Chan (braccio destro di Guo), Alexandra Hannant (barista), Caroline Harker (capo di stato maggiore).
- Ascolti USA: telespettatori

## Atterraggio di emergenza
- Titolo originale: Hard Landing
- Diretto da: Grant Heslov
- Scritto da: Jez Butterworth e John-Henry Butterworth

### Trama
- Altri interpreti: Adam Nagaitis (Nonna), Bilal Hasna (Simon), Kurt Egyiawan (Osman), Sabrina Wu (Raine Miller), Ambreen Razia (Blair), David Harewood (Dalaga), Ray BLK (Dozer), Marcin Zarzeczny (Alexei Orekhov), Elham Ehsas (Edward), Ben Lloyd-Hughes (Jerome), Abdullahi Islaw (Abdel), Juris Zagars (generale Volchok), Curtis Lum (Guo), Violet Verigo (Sandy), Vladimir Angelove (Leo), Tanya Shpadi (Sylviya), Akpore Uzoh (negoziatore), Tim Samuels (Alex Kent Jones), Lucy Benton (Isabel, voce), Dmitry Sharakois (Sasha).
- Ascolti USA: telespettatori

## La verità rende liberi
- Titolo originale: Truth Will Set You Free
- Diretto da: Grant Heslov
- Scritto da: Jez Butterworth e John-Henry Butterworth

### Trama
- Guest star: Hugh Bonneville (James Richardson).
- Altri interpreti: Bilal Hasna (Simon), Kurt Egyiawan (Osman), Tom Vaughan-Lawlor (Ben), Ambreen Razia (Blair), David Harewood (Dalaga), Abdullahi Islaw (Abdel), Juris Zagars (generale Volchok), Elena Saurel (signora Robinshaw), Curtis Lum (Guo), Bethan Coundley (assistente di volo), Jessie Mei Li (Rose), Jake Rory (Daniel), Tanya Shpadi (Sylviya), Akpore Uzoh (negoziatore), Simon Darwen (capitano), Hisham Abdel Razek (Burhan), Jane Cunliffe (Wendy), Dmitry Sharakois (Sasha).
- Ascolti USA: telespettatori 84 000 – rating 18-49 anni 0,01%[6]

## Punto di non ritorno
- Titolo originale: The Rubicon
- Diretto da: Neil Burger
- Scritto da: Jez Butterworth e John-Henry Butterworth

### Trama
- Guest star: Dominic West (Direttore della CIA).
- Altri interpreti: Adam Nagaitis (Nonna), Bilal Hasna (Simon), Kurt Egyiawan (Osman), Tom Vaughan-Lawlor (Ben), Sabrina Wu (Raine Miller), Ambreen Razia (Blair), Edward Holcroft (dott. Charlie Remy), Sergej Onopko (dott. Koval), Oleksandr Rudynskyy (Boutenko), Juris Zagars (generale Volchok), Vladimir Angelove (Leo), Dolya Gavanski (faccendiere), Tanya Lialina (donna con neonato), Bita Taghavi (Azar), Anthony Edridge (segretario di Stato), Marko Leht (mercenario di Valhalla).
- Ascolti USA: telespettatori

## Superato dagli eventi
- Titolo originale: Overtaken by Events
- Diretto da: Neil Burger
- Scritto da: Jez Butterworth e John-Henry Butterworth

### Trama
- Guest star: Hugh Bonneville (James Richardson).
- Altri interpreti: Adam Nagaitis (Nonna), Bilal Hasna (Simon), Tom Vaughan-Lawlor (Ben), Ambreen Razia (Blair), David Harewood (Dalaga), Ray BLK (Dozer), Edward Holcroft (dott. Charlie Remy), Sergej Onopko (dott. Koval), Oleksandr Rudynskyy (Boutenko, voce), Juris Zagars (generale Volchok), Elena Saurel (signora Robinshaw), Jamie Christofersen (leader), Michael Lindall (comandante J. Pruitt del SAC / SOG), Savvy Clement (membro del team SAC / SOG), Giorgi Bochorishvili (Oleg), Nebras Jamali (Farzan, l'interrogatore), Annabel Mullion (Emily Ogletree), James Duke (Lubek), Marko Leht (mercenario di Valhalla), Rachel Logan (medico), Boris Abramov (Il Ministro).
- Ascolti USA: telespettatori 105 000 – rating 18-49 anni 0,01%[7]